# Marcello Varallo
Marcello Varallo (Milano, 8 ottobre 1947) è un dirigente sportivo ed ex sciatore alpino italiano.

## Biografia

### Carriera sciistica
Discesista puro in attività tra gli anni 1960 e 1970, Varallo esordì in Coppa del Mondo
il 15 dicembre 1968 a Val-d'Isère (35º) e conseguì il primo risultato di rilievo in campo internazionale ai Mondiali di Val Gardena 1970, classificandosi 5º; due anni dopo partecipò agli XI Giochi olimpici invernali di Sapporo 1972, sua unica presenza olimpica, dove si piazzò 10º nella discesa libera.
In Coppa del Mondo ottenne il primo piazzamento a punti il 25 febbraio 1972 a Crystal Mountain (10º), il primo podio il 10 dicembre 1972 a Val-d'Isère (3º dietro agli austriaci Reinhard Tritscher e David Zwilling) e all'inizio della seguente stagione 1972-1973 conquistò gli altri suoi due podi nel circuito, a Garmisch-Partenkirchen (entrambe le volte 2º alle spalle dello svizzero Roland Collombin); alla fine di quella stagione risultò 14º nella classifica generale e 3º in quella di discesa libera. In Coppa del Mondo ottenne l'ultimo piazzamento a punti il 10 dicembre 1973 a Val-d'Isère (6º) e prese per l'ultima volta il via il 26 gennaio 1974 a Kitzbühel (12º); si ritirò in occasione dei Mondiali di Sankt Moritz 1974, dove non completò la gara.

### Altre attività
Dopo il ritiro prese in gestione l'albergo di famiglia a La Villa di Badia e nel 1980 divenne organizzatore delle gare di Coppa del Mondo in Alta Badia.

## Palmarès

### Coppa del Mondo
- Miglior piazzamento in classifica generale: 14º nel 1973
- 3 podi (tutti in discesa libera):
  - 2 secondi posti
  - 1 terzo posto

### Campionati italiani
- 5 medaglie[5]:
  - 1 oro (discesa libera nel 1971)
  - 2 argenti (discesa libera nel 1969; discesa libera nel 1973)
  - 2 bronzi (slalom gigante nel 1968; slalom gigante nel 1969)